# Pierre Jean Edmond Castan
Pour les articles homonymes, voir Castan.
Pierre Jean Edmond Castan, ou plus simplement Edmond Castan, né le 21 novembre 1817 à Toulouse et mort le 30 décembre 1895 à Courbevoie, est un peintre français.

## Biographie
Pierre Jean Edmond Castan est le fils de Jean Bernard Castan (1789-1857), épicier et d'Henriette Mercadal (1790-1846).
Élève de Michel Martin Drölling pour la peinture et d'Alexis-François Girard pour la gravure, il expose au Salon de 1844 à 1884.
En 1847, il épouse Anne Delphine Levasseur (1818-1854).
Devenu veuf avec une enfant, il épouse en secondes noces, en 1856, Félicie Levasseur, sœur de sa première femme. Parmi leurs enfants, leur fille Pauline Marie Félicie Castan (1857-?) épousera le peintre Auguste Adolphe Perdrizet (1855-1903).
Il meurt à l'âge de 78 ans à son domicile de Courbevoie.

## Galerie

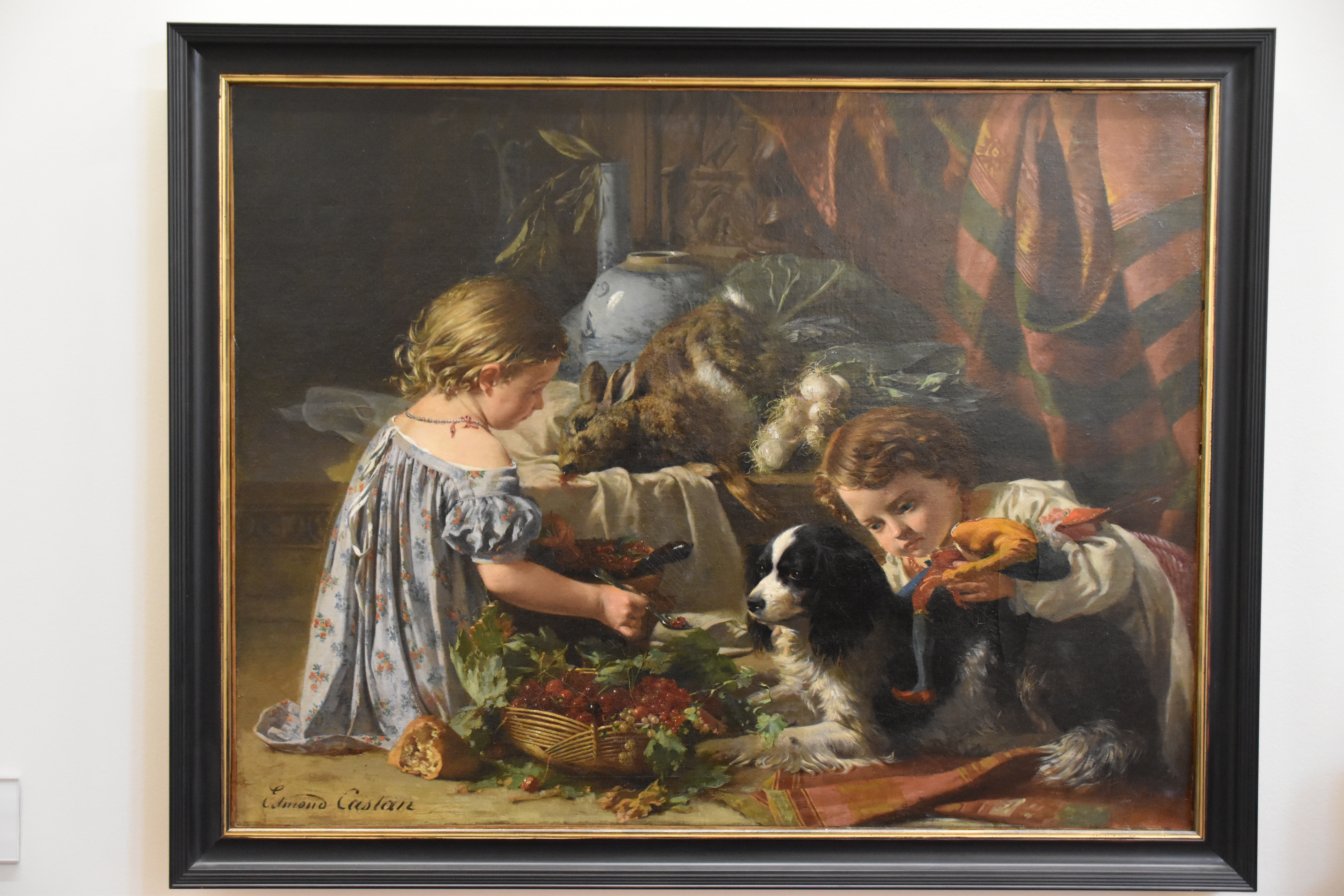
Les trois amis (1867).

## Œuvres exposées aux Salons parisiens
- Vue prise dans le département du Gers, au Salon de 1844
- Portrait de M. A. C., au Salon de 1844
- Les Conscrits bretons ; d'après M. Fortin, au Salon de 1844
- Chasseurs Sioux poursuivant un troupeau de bisons (sujet tiré du roman de la Prairie, de M. F. Cooper), au Salon de 1845, dessin
- Effet de crépuscule, au Salon de 1847
- Le rendez-vous ; effet de nuit, au Salon de 1848
- Pauvreté et bonheur, pauvreté et malheur, au Salon de 1848, dessins
- Portrait de M. C., au Salon de 1848, dessin
- Portrait de M. A. de P., au Salon de 1849
- Portrait de M. P. B., au Salon de 1849
- Portrait de Mme B., au Salon de 1849
- Portrait de Mme de B., au Salon de 1850
- Paysage ; vue prise dans le département du Gers, au Salon de 1850
- Port de mer, au Salon de 1850
- Portrait de M. A. L., au Salon de 1850, dessin
- Deux dessins, intérieur et paysage ; scènes tirées des Mémoires d’un Notaire, au Salon de 1850
- Le Braconnier ; paysage, au Salon de 1852
- Bordage aux environs du Mans ; effet du matin, au Salon de 1853
- Portrait de M. A. C., au Salon de 1853
- Une Mère allaitant son enfant après le bain, au Salon de 1859
- Souvenir du département du Gers ; effet du matin, au Salon de 1859
- Fruits, au Salon de 1859
- Michel Ange, d’après M. Cabanel, au Salon de 1859, gravure à la manière noire
- Sieste pendant la moisson, au Salon de 1863
- Le Vœu accompli, au Salon de 1863[7]
- Le Dimanche des Rameaux, au Salon de 1863
- Une Épave, au Salon de 1864
- L’Heure de la soupe, au Salon de 1864
- La Mère malade, au Salon de 1866[8]
- Portrait de M. C., au Salon de 1866
- Le Vœu accompli, au Salon de 1867
- Les Trois Amis, au Salon de 1867 (Carcassonne)
- L'Oracle, au Salon de 1867 (Carcassonne)
- Prière d’une mère, au Salon de 1867
- La Main chaude, au Salon de 1868
- Le Colin-Maillard, au Salon de 1868[9]
- L'Attente du retour des pêcheurs, au Salon de 1869
- La jeune mère, au Salon de 1869
- Le Fils aîné de la veuve, au Salon de 1870
- Les deux orphelines, au Salon de 1870
- Les Faneuses, au Salon de 1872
- Orphelines, au Salon de 1873
- Pauvres petits !, au Salon de 1873
- Amour maternel, au Salon de 1874
- Réprimande, au Salon de 1874
- Portraits de Mme et de Mlle G., au Salon de 1875
- Petits pêcheurs ; un coup de soleil, le matin, au Salon de 1875
- Un Coin de ferme dans la Sarthe, au Salon de 1875
- La Marée basse aux environs de Trouville (Calvados), au Salon de 1875
- La Marée haute à Villerville (Calvados), au Salon de 1875
- Le Marchand d’étoffes, au Salon de 1876
- Les petits gourmands, au Salon de 1876
- Souvenir de Catalogne, au Salon de 1877
- Portrait de M. A. B., au Salon de 1878
- Portrait de M. G., au Salon de 1879
- Portrait des enfants de M. K., au Salon de 1879
- Portrait de M. P. de B., au Salon de 1880
- Paysage, au Salon de 1880, faïence
- Souvenir de Combleur (Loiret), au Salon de 1880, faïence
- Le Premier né, au Salon de 1882
- Soubrette, au Salon de 1884